# Karl XII:s fältmarsch
Karl XII:s fältmarsch eller Marsch bussar! gån på uti Herrans namn är en marsch som den svenske kungen Karl XII lät sina trupper sjunga inför ett fältslag. Dock först sedan psalmen Vår Gud är oss en väldig borg hade framförts.
Texten anses vara författad av Magnus Stenbock och marschen kallas därför även Stenbockens marsch. Textens första del även även instruktiv och påminner soldaterna om stridstaktiken vid ett infanterialfall, det vill säga att sikta, skjuta och sedan gå på med värjan. Den finns, efter en av E. J. Arrhén von Kapfelman utgiven bearbetning i stämmor, införd i A. J. Arvidssons »Svenska Fornsånger» (II, N:o 162).
Stenbocksmarschen är sedan 1939 Dalregementets paradmarsch.